# Le Vernet, Alpes-de-Haute-Provence

Les Omergues este o comună în departamentul Alpes-de-Haute-Provence din sud-estul Franței. În 1 ianuarie 2022 avea o populație de 124 de locuitori.